# کارل منگر (اقتصاددان)
کارل منگر (به آلمانی: Carl Menger) (زاده ۲۳ فوریه ۱۸۴۰ – درگذشته ۲۶ فوریه ۱۹۲۱) اقتصاددان اتریشی و بنیان‌گذار مکتب اقتصادی اتریش بود. او همچنین یکی از سه مؤسس انقلاب مطلوبیت نهایی است.

## زندگی‌نامه
کارل منگر در ۲۸ فوریه ۱۸۴۰ در گالیشیا که امروز در لهستان است، زاده شد. او فرزند یک خانواده اصیل اتریشی بود که صنعتکاران، کارمندان، افسران ارتش و موسیقیدانانی را در خود پرورش داده بود. پدر او یک وکیل و مادرش دختر یک تاجر ثروتمند بود. منگر دو برادر داشت. آنتون نویسنده پر آوازه سوسیالیست و استاد دانشکده حقوق دانشگاه وین و ماکس، وکیل و نماینده لیبرال پارلمان اتریش بود. پسر وی کارل منگر (ریاضی‌دان) بود.
کارل منگر از ۱۸۵۹ تا ۱۸۶۳ در دانشگاه‌های پراگ و وین اقتصاد خواند و بعد در تابستان ۱۸۶۳ به عنوان روزنامه نگار مشغول به کار شد. منگر در پاییز سال ۱۸۶۶ در حالی‌که به عنوان تحلیل‌گر بازار برای یک روزنامه دولتی کار می‌کرد، شغل خود را ترک گفت تا برای آزمون شفاهی دکترای حقوق آماده شود. او پس از قبولی در این آزمون، در ۱۸۶۷ به عنوان کارآموز وکالت مشغول به کار شد و سه ماه بعد مدرک حقوقش را از دانشگاه کراکوف گرفت. او پس از مدت کوتاهی به روزنامه‌نگاری اقتصادی بازگشت و به بنیان‌گذاری یک روزنامه کمک کرد
منگر در کنار جِوُنز و والراس، اقتصاددانان هم‌عصری بودند که به‌طور مشترک برخی از مفاهیم اقتصادی را کشف کرده‌اند. اما این حقیقت که جِوُنز، منگر و والراس آثار خود را به‌طور همزمان انتشار داده‌اند، کاملاً تصادفی است؛ چراکه هیچ‌یک از دیگری خبر نداشت و اصولاً هرکدام از مطالعه متون متفاوتی الهام گرفته‌اند. به‌علاوه، اختلاف‌نظر آن‌ها به‌اندازه شباهت نظرشان قابل ملاحظه‌است. از یک‌سو والراس به‌خاطر تأکید بر مفهوم تعادل عمومی، با منگر و جونز تفاوت داشت و از سوی دیگر، منگر به‌خاطر تأکید بر تجریدی بودن فعالیت‌های اقتصادی، تردیدش نسبت به مفهوم تعادل و اصرار بر این‌که بسیاری از پدیده‌های اقتصادی باید در شرایط عدم تعادل توضیح داده شوند و به‌خاطر تردیدهایی که دربارهٔ استفاده از ریاضیات در تحلیل‌های اقتصادی اظهار می‌داشت، با دو نفر دیگر تفاوت دارد. جونز در انگلستان هوادارانی نیافت؛ ولی والراس هواداران چندی (البته در ایتالیا و نه در فرانسه)، پیدا کرد؛ اما منگر نه فقط مریدان زیادی پیدا کرد، بلکه مریدانی مثل بوم باورک و وایزر داشت، که بعدها اقتصاددانان بزرگی شدند و عقاید منگر را در جهات مختلف شرح و بسط داده و مکتب اقتصاد اتریش را توسعه دادند. این مکتب بیش از ۵۰ سال در مقابل مکتب کمبریج (که مارشال سرآمد آن بود) و نیز مکتب لوزان (که والراس پیشگامی آن را داشت)، مطرح بود (بلاگ، ۱۳۷۵، ص ۱۱۸).

## نظریات اقتصادی کارل منگر
- نظریه ذهنی ارزش

در اواخر قرن نوزدهم، از اعتبار اقتصاد کلاسیک در قاره اروپا کاسته شد چرا که نظریات اقتصادی این مکتب ماهیتی بسیار انتزاعی و نظری پیدا کرده بودند. منگر به دنبال بازگرداندن علم اقتصاد به دنیای واقعی بود. نقطه شروع او نظریه ارزش بود. از نظر منگر کالاها بدین خاطر ارزش دارند که نیازهای انسان را برآورده می‌کنند. منگر بر خلاف اقتصاد کلاسیک بریتانیا که عوامل عینی (هزینه‌های تولید) را تعیین‌کننده ارزش می‌دانست، این استدلال را مطرح کرد که ارزش توسط عوامل ذهنی (مطلوبیتی که افراد از آن لذت می‌برند) تعیین می‌گردد. از نظر منگر، ارزش به‌طور عینی در خود کالاها وجود ندارد، بلکه این ارزش در قضاوت افراد در مورد بهای یک کالای خاص نهفته‌است. الماس و طلا به خودی خود ارزشی ندارند، بلکه ارزش آن‌ها بدین خاطر است که انسان مایل است آن‌ها را داشته باشد.
از دیدگاه منگر، ارزش از تأمین نیازهای انسانی به وجود می‌آید. نیاز انسان تقاضا برای کالایی را ایجاد می‌کند. این نیازها همچنین نیروی محرکه توسعه نهادهایی همچون مالکیت خصوصی و پول هستند. نهایتاً اینکه نیازهای انسانی باعث به وجود آمدن مبادله در اقتصاد شده و قیمت‌ها را تعیین می‌کنند. به‌علاوه، منگر استدلال کرد از آنجایی که نیازهای انسانی بیشتر از کالاهای موجود است، افراد میان گزینه‌های مختلف از کالاهای موجود، گزینه مورد نظر خود را به‌صورت عقلایی انتخاب می‌کنند.

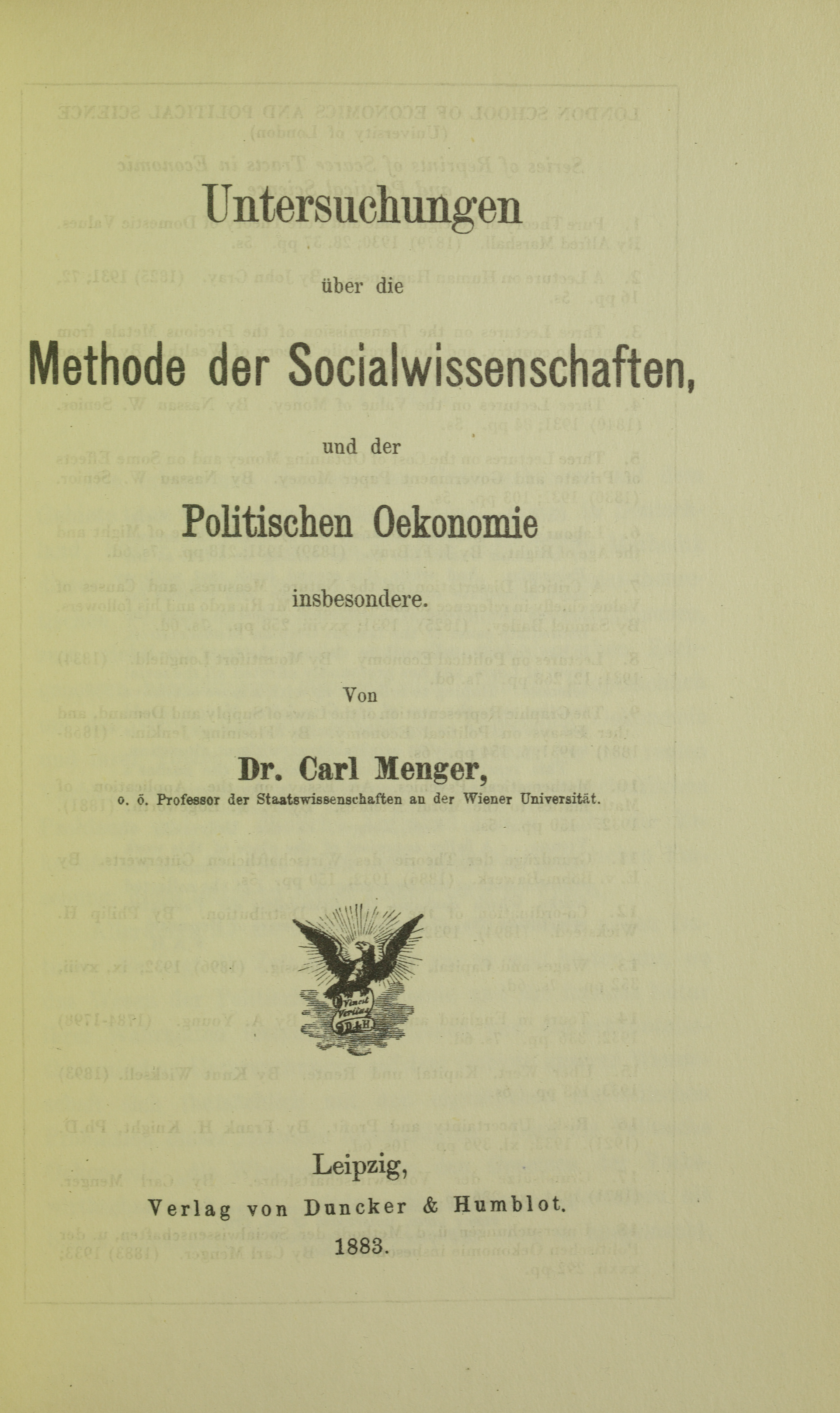
Untersuchungen über das Methode der socialwissenschaften und der politischen Ökonomie insbesondere, 1933

یکی از مهم‌ترین نتایج این نظریه آن است که همه فعالیت‌هایی که رضایتمندی ذهنی به‌دنبال دارند، فعالیت‌های مولّدی به‌شمار می‌آیند. بر خلاف اقتصاددانان کلاسیک انگلیسی، منگر معتقد بود مبادله و تجارت از آن جهت مولّد است که افراد در صورتی حاضر به مبادله می‌شوند که کالاهایی دریافتی بیش از کالاهای از دست رفته برایشان مطلوبیت داشته باشد. منگر، برخلاف کنه، اعتقاد داشت کشاورزی و صنعت هردو مولّدند چرا که کالاهای تولید به‌وسیله این دو بخش، رضایتمندی را برای مصرف‌کنندگان به ارمغان می‌آورند.
یکی دیگر از دلالت‌های نظریه ارزش نسبی منگر، نادرستی نظریه ارزش کار کلاسیک (نظریه دیوید ریکاردو) است. منگر در این باره چنین می‌گوید:
عامل تعیین‌کننده در ارزش یک کالا، میزان کار یا سایر کالاهای استفاده شده برای تولید آن کالا نیست. بلکه، رضایتمندی آگاهانه افراد است که مقیاس ارزش کالاها به‌شمار می‌آید.
از نظر منگر، از آنجاییکه ارزش از ذهنیت افراد نشأت می‌گیرد، تحلیل اقتصادی باید کار خود را با مطالعه افراد شروع کند. امروزه چنین دیدگاهی با عنوان فردگرایی روش‌شناسانه شناخته می‌شود.
منگر همچنین این بحث را مطرح نمود که عوامل تولید (زمین، کار و سرمایه) نیز دارای ارزش هستند، زیرا به‌طور غیرمستقیم نیازهای انسان را برآورده می‌سازند؛ این عوامل برای تولید کالاهایی مورد استفاده قرار می‌گیرند که مستقیماً خواسته‌های انسان را تأمین می‌نمایند. منگر معتقد است برای شناسایی ارزش واقعی یک عامل تولید مانند نیروی کار، باید یک کارگر را از چرخه تولید خارج کرده و ببینیم که چه میزان از تولید کاسته می‌شود. میزان کاهش تولید منعکس‌کننده ارزش آن کارگر است؛ بنابراین ارزش ایجاد شده به‌وسیله هریک از عوامل تولید، به بهره‌وری نهایی آن بستگی داشته و میزان پرداختی (اجاره، دستمزد و سود) به هریک از عوامل تولید باید براساس ارزش انتظاری ایجاد شده توسط این عوامل تعیین گردد.

## آثار منگر
- اصول علم اقتصاد
- Investigations into the Method of the Social Sciences (1883), Grove City, Pennsylvania, Libertarian Press, 1990
- The Collected Works of Carl Menger, 4 vols, ed. Friedrich Hayek, London, London School of Economics and Political Science, 1934–6